# Lesenská pláň
Der Lesenská pláň (deutsch: Hübladung) ist ein 921 m hoher Berg im tschechischen Teil des Erzgebirges.

## Lage und Umgebung
Der Berg erhebt sich östlich von Rudolice v Horách bzw. südöstlich von Malý Háj und bildet mit dem Medvědí skála das mächtigste Bergmassiv im mittleren Teil des Erzgebirges. Das Massiv liegt zwischen der sächsischen Kleinstadt Olbernhau und der tschechischen Stadt Litvínov und wird von den Tälern der Natzschung, Schweinitz und Flöha umgeben.
Der Eduardův kámen (Eduardstein) ist ein markanter 908 m hoher Felsgipfel, der dem Lesenská pláň westlich vorgelagert ist. Er ist vom Bergdorf Malý Háj gut sichtbar und leicht erreichbar. 
Der Lesenská pláň liegt östlich vom Eduardstein. Sein höchster Punkt liegt in einer jungen Lärchenanpflanzung.